# 東京都復興記念館
東京都復興記念館（とうきょうと ふっこうきねんかん）は、東京都墨田区横網二丁目の横網町公園内にある博物館で、管理運営は公益財団法人東京都慰霊協会が行っている。

## 概要
東京都復興記念館の敷地は、もと陸軍被服廠のあった所で、東京市がこれを買い受けて1923年（大正12年）に横網町公園の造営整備に着手したとき、図らずも関東大震災が発生し、東京市の遭難死者は58,000人に上った。東京市は犠牲者の霊を追悼し、また不言の警告を将来に残そうと、被服廠跡に震災記念堂を建設し、災害に対する不断の準備とその予防知識を普及するため、附属施設として東京都復興記念館を建設した。
横網町公園は、1930年（昭和5年）9月1日、震災のメモリアルパークとして造られ、公園内の復興記念館は、1931年（昭和6年）8月18日に開館した。当初は震災記念堂に陳列室を設ける予定だったが、1929年（昭和4年）に開催された帝都復興展覧会等の影響により多くの資料が集まったため、記念館が建設された。
関東大震災の惨事を長く後世に伝え、また焦土を復興させた当時の大事業を記念するためのもので、震災の惨禍を物語る多くの遺品や資料、古今の各地における震火災に関する諸資料が保存されている。また、戦後には隣接する慰霊堂（震災記念堂から改称）に戦災者の遺骨が収められ、そのうち住所氏名が明らかである分の名簿が復興記念館に保管されている。合わせて太平洋戦争末期における東京大空襲などの戦災関係資料を保存・展示している。

## 沿革
- 1922年（大正11年） - 東京市は、陸軍被服廠の移転後の跡地を買収し、公園の造成を開始した。
- 1923年（大正12年）
  - 9月1日 - 関東大震災発生、このとき、この界隈の人々が被服廠跡に避難したが、運び込まれた家財道具を伝わって火が広がり、多数の焼死者が出た。
  - 10月19日 - 府市合同の大追悼式を挙行した。
- 1924年（大正13年）9月1日 - 東京府市合同の震災殃死者一周年祭並びに法要が執り行われた。
- 1930年（昭和5年）9月1日 - 震災記念堂（現慰霊堂）をはじめ建物、記念碑、庭園が完成し横網町公園が開園した。
- 1931年（昭和6年）8月18日 -　東京都復興記念館が開館した。
- 1941年（昭和16年）〜1945年（昭和20年） - 東京空襲により10万超の死者が出る。
- 1951年（昭和26年） - 東京空襲遭難者の仮埋葬遺骨の改葬終了、名称を東京都慰霊堂と改称した。
- 毎年、関東大震災の9月1日と東京大空襲の3月10日に、春秋の慰霊法要が執り行われている。

## 建物概要
- 所在地 - 東京都墨田区横網二丁目3番25号
- 敷地面積 - 都立横網町公園の面積 - 19,579.53m2（64,725.71坪）
- 建築面積 - 576.09m2（174.27坪）
- 延床面積 - 1,177.15m2（356.09坪）
- 経費概算 - 約200,000円（建設費140,000円、陳列費50,000円、設計監督費その他10,00円 - 建設当時）
- 陳列材料 - 約1,000点（震災記念資料約500点、復興記念資料約500点 - 建設当時）
- 建築主 - 東京府東京市
- 設計者 - 伊東忠太・佐野利器
- 構造規模 - 鉄筋コンクリート造、地上2階建
- 建物構成
  - 1階陳列室 - 記念遺物を陳列しており、震災被害資料、被害地域等の復興模型は震災後各地で開催された震災の復興展覧会の際に作成し展示されたもの。
  - 2階陳列室 - 絵画と図表類を陳列しており、中央の陳列室には主に絵画等を、回廊には震災復興資料等を展示、その他東京大空襲による戦災関係資料等を展示している。
  - 屋外展示場 - 震災被害で溶解した建物や車両などの被害品を展示している。

## 文化財
都選定歴史的建造物 - 平成11年選定
東京都復興記念館
建設年 - 昭和6年（1931年）、設計者 - 伊東忠太・佐野利器、構造規模 - 鉄筋コンクリート造2階、概要 - 関東大震災からの東京の復興を記念した建物。

## 利用情報
- 開館時間 - 火曜～日曜日/午前9時～午後5時まで（入館は午後4時30分まで）
- 休館日 - 毎週月曜日（月曜日が祭日の場合は開館し、火曜日が休館日となる）および年末年始（12月29日～1月3日）
- 入館料 - 無料

## 交通アクセス
鉄道
- JR東日本総武線 - 両国駅東口下車徒歩約15分
- 都営地下鉄大江戸線 - 両国駅下車徒歩約6分

## ギャラリー

正面から玄関を見る（2015年7月7日撮影）
玄関ホールから階段を見る（2015年7月7日撮影）
建物西側にある屋外展示場（2015年7月7日撮影）
前庭にある屋外展示場（2015年7月7日撮影）